# 庫爾 (加利福尼亞州)
庫爾（英語：Cool）是位於美國加利福尼亞州埃爾多拉多縣的一個非建制地區。該地的面積和人口皆未知。

## 地理
庫爾的座標為38°53′14″N 121°00′53″W / 38.88722°N 121.01472°W，而該地的平均海拔高度為467米（即1532英尺）。